# Cohors I Ituraeorum (Mauretania Tingitana)
Die Cohors I Ituraeorum [civium Romanorum] (deutsch 1. Kohorte aus Ituräa [der römischen Bürger]) war eine römische Auxiliareinheit. Sie ist durch Militärdiplome belegt.

## Namensbestandteile
- Ituraeorum: aus Ituräa. Die Soldaten der Kohorte wurden bei Aufstellung der Einheit auf dem Gebiet von Ituräa rekrutiert.

- civium Romanorum: der römischen Bürger bzw. mit römischem Bürgerrecht. Den Soldaten der Einheit war das römische Bürgerrecht zu einem bestimmten Zeitpunkt verliehen worden. Für Soldaten, die nach diesem Zeitpunkt in die Einheit aufgenommen wurden, galt dies aber nicht. Sie erhielten das römische Bürgerrecht erst mit ihrem ehrenvollen Abschied (Honesta missio) nach 25 Dienstjahren. Der Zusatz kommt in den meisten Militärdiplomen vor.

Da es keine Hinweise auf die Namenszusätze milliaria (1000 Mann) und equitata (teilberitten) gibt, ist davon auszugehen, dass es sich um eine reine Infanterie-Kohorte, eine Cohors (quingenaria) peditata, handelt. Die Sollstärke der Einheit lag bei 480 Mann, bestehend aus 6 Centurien mit jeweils 80 Mann.

## Geschichte
Der erste Nachweis in der Provinz Mauretania Tingitana beruht auf einem Militärdiplom, das auf das Jahr 104 n. Chr. datiert ist. In dem Diplom wird die Kohorte als Teil der Truppen (siehe Römische Streitkräfte in Mauretania) aufgeführt, die in der Provinz stationiert waren. Weitere Diplome, die auf 109 bis 162/203 datiert sind, belegen die Einheit in derselben Provinz.

## Standorte
Standorte der Kohorte in Mauretania Tingitana waren möglicherweise:
- Tingis (Tanger): Da die Einheit auf den Militärdiplomen immer als erste der Kohorten aufgeführt ist, vermutet John Spaul, dass sich das Lager in unmittelbarer Nähe des Provinzstatthalters befand, der seinen Sitz in Tingis hatte.

## Angehörige der Kohorte
Folgende Angehörige der Kohorte sind bekannt.

### Kommandeure
- Baebi[u]s H[]: er wird auf dem Diplom von 161 als Kommandeur der Kohorte genannt.

### Sonstige
- Ze[non], ein Fußsoldat: das Diplom von 161 wurde für ihn ausgestellt.

## Weitere Kohorten mit der BezeichnungCohors I Ituraeorum
Es gab noch 3 weitere Kohorten mit der Bezeichnung Cohors I Ituraeorum:
- Cohors I Augusta Ituraeorum: Sie ist durch Militärdiplome von 80 bis 179 belegt und war in den Provinzen Syria, Pannonia und Dacia stationiert.
- Cohors I Ituraeorum (Syria): Sie ist durch Diplome von 88 bis 110 belegt und war in den Provinzen Syria und Dacia stationiert.
- Cohors I Ituraeorum (Thracia): Sie ist durch Diplome von 88 bis 101 belegt und war in den Provinzen Germania, Moesia, Thracia und Cappadocia stationiert.